# 補中益気湯

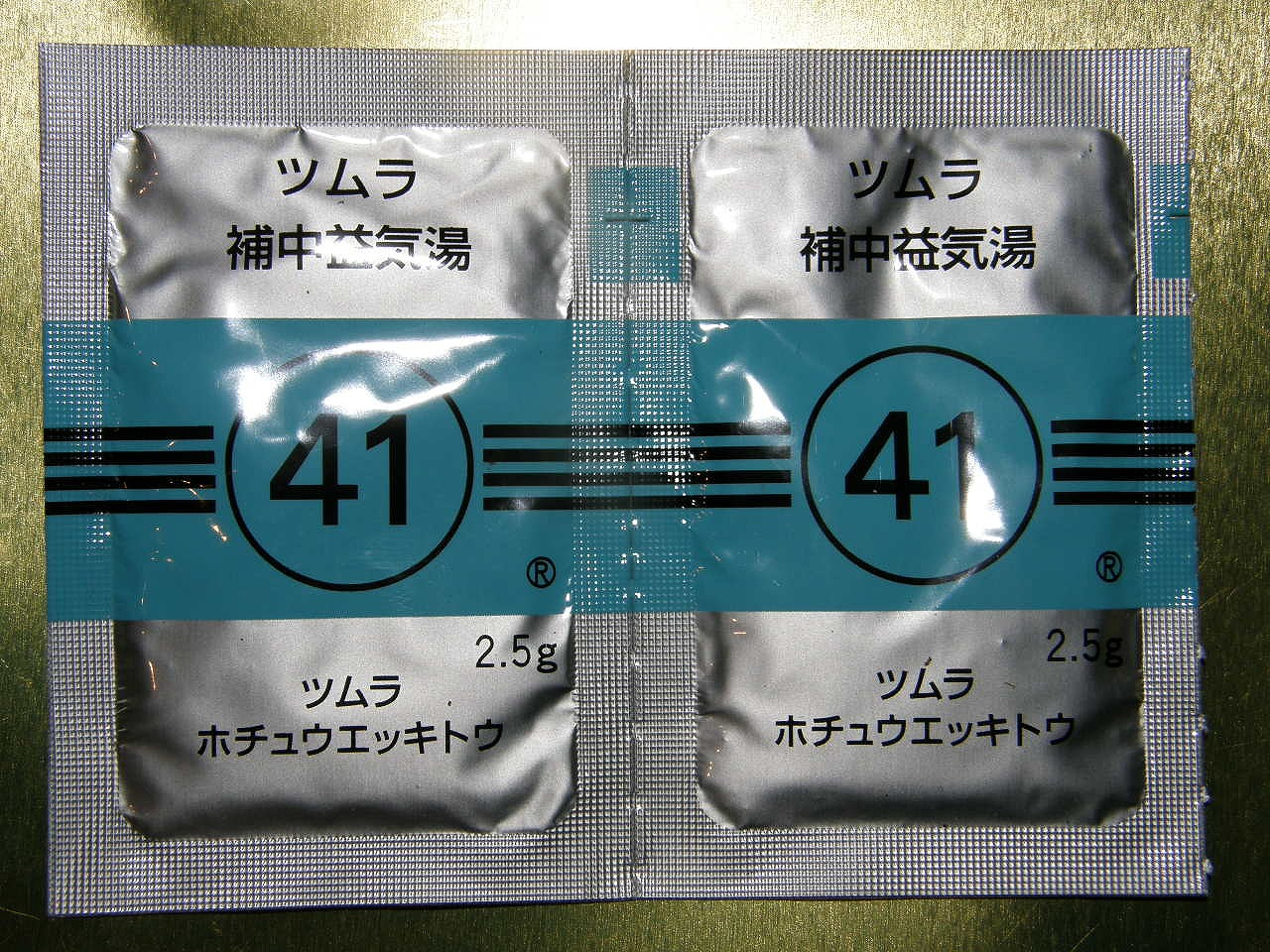
補中益気湯（ツムラ）

補中益気湯（ほちゅうえっきとう）は、漢方方剤の代表的な処方。元気がなく疲れやすい、虚弱体質など気虚症状に用いられる。近年、アトピー性皮膚炎にも効果があることが報告された。病院で処方される医療用医薬品と薬局等で購入できる一般用医薬品がある。

## 概要
漢方の古典である中国の医書『内外傷弁惑論』（1247年）に記されている補気剤の代表的処方であり「医王湯」の別名を持つ。
金元時代の名医である李東垣（杲）（1180年－1251年）により『脾胃論』（1249年）において記された処方である。当時の中国は戦乱が続き民衆は飢えと疲労で心身ともに疲弊しきっていた。熱性疾患で多くの人が死亡した。その疾患を治療する目的で李東垣の師である張潔古の処方に工夫を加え完成したのが当薬であると言い伝えられる。
李東垣は、脾胃、すなわち消化器官および代謝機能を行う器官が人の健康維持に最も重要なものと考え、病気の回復、予防、その他の臓器の機能の正常化は、脾胃の機能にかかっていると考えた。熱性疾患も脾胃の治療を最優先すべきと考えその方法をとった。
補中の「中」とは、漢方では腹部を指す。中を補う、すなわち胃腸の働きをよくすることで体力を回復をさせ、疲れ、食欲不振、胃弱、胃アトニー、夏ばて、こじらせた風邪、痔、または病中、病後、手術後などの弱った体力を回復させる。また、内臓全体を持ち上げる作用があるとされる。

## 組成
- 人参 4.0 （滋養強壮作用）
- 白朮[注 2] 4.0
- 黄耆 3.0 （滋養強壮作用）
- 当帰 3.0
- 柴胡 2.0
- 陳皮 2.0 （胃腸の働きをよくする）
- 大棗 2.0
- 生姜 2.0 （胃腸の働きをよくする）
- 甘草 1.5
- 升麻 1.0 （のどの痛み、痔に効く）

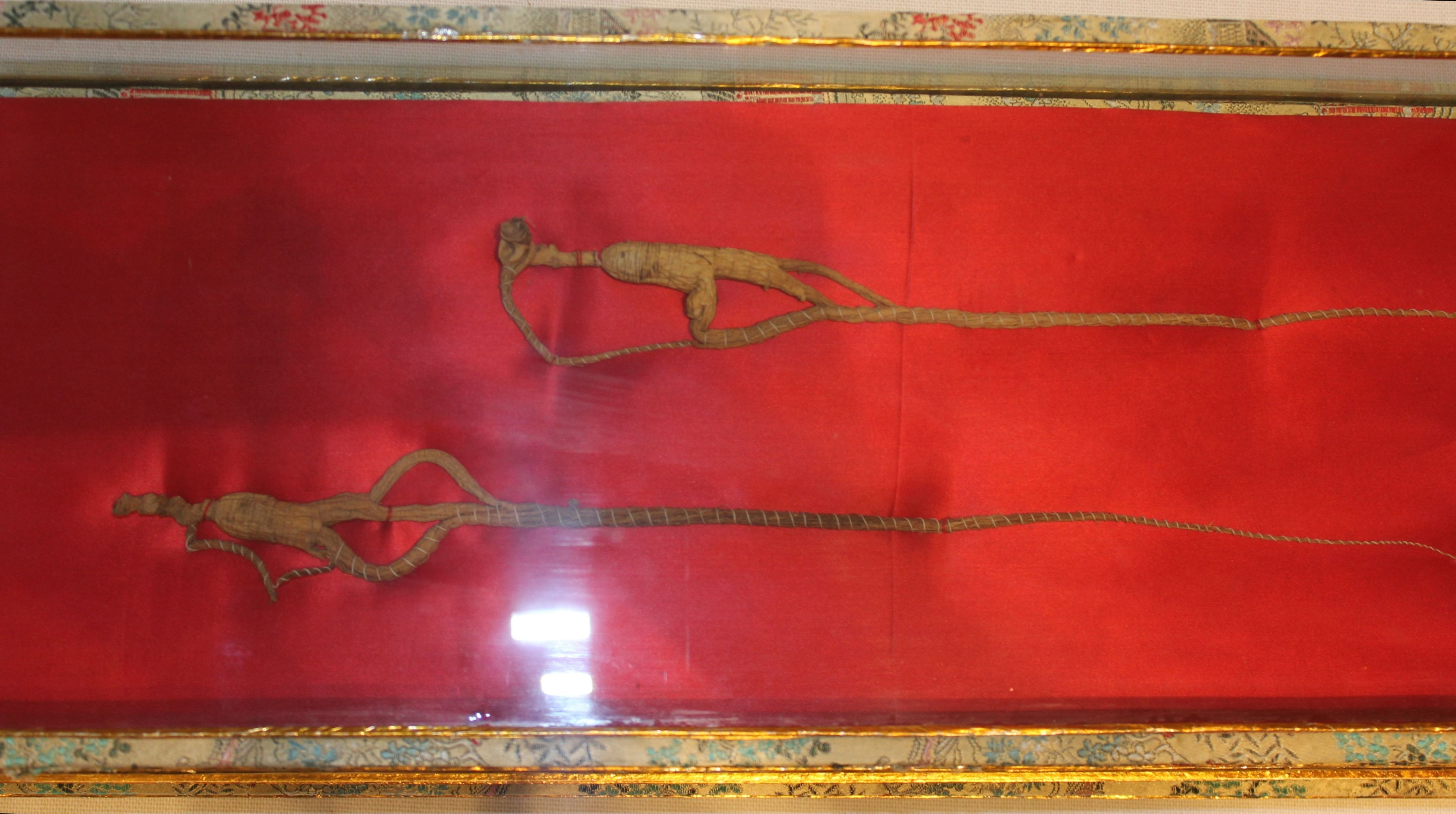
人参
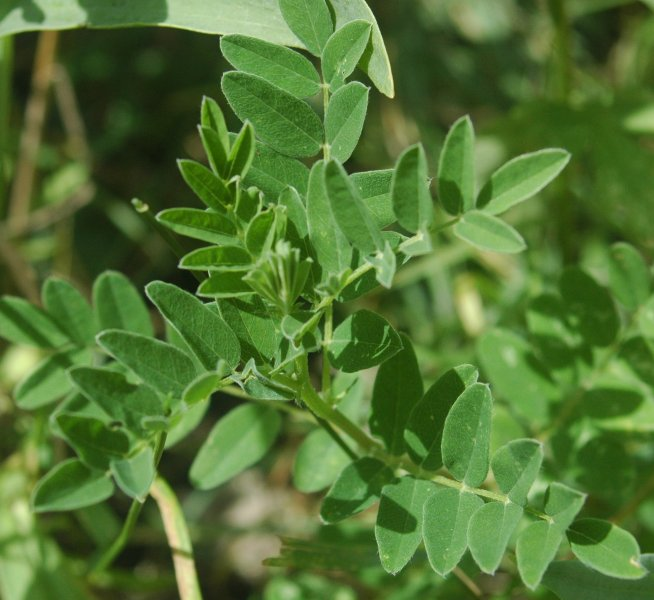
黄耆
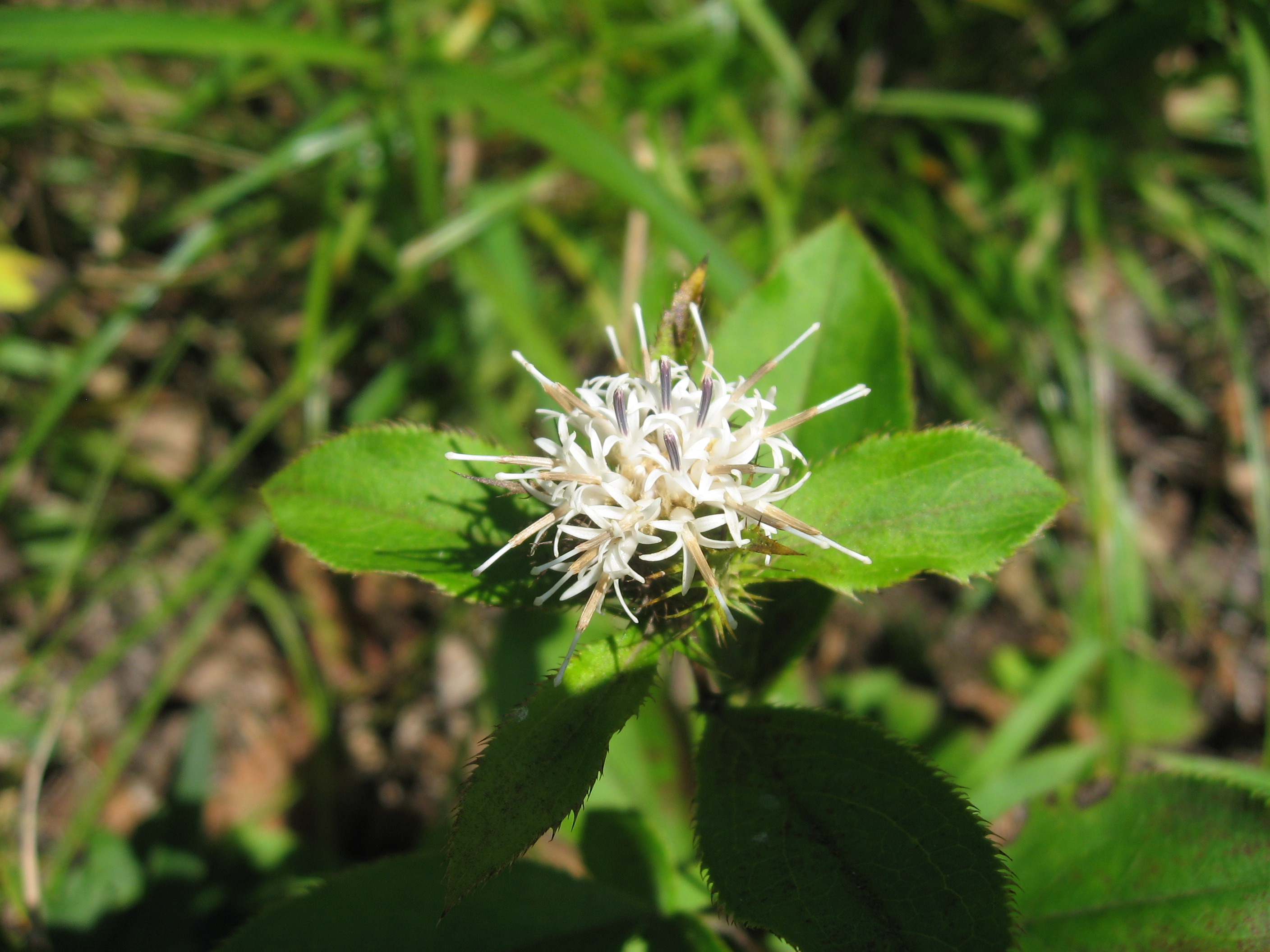
白朮
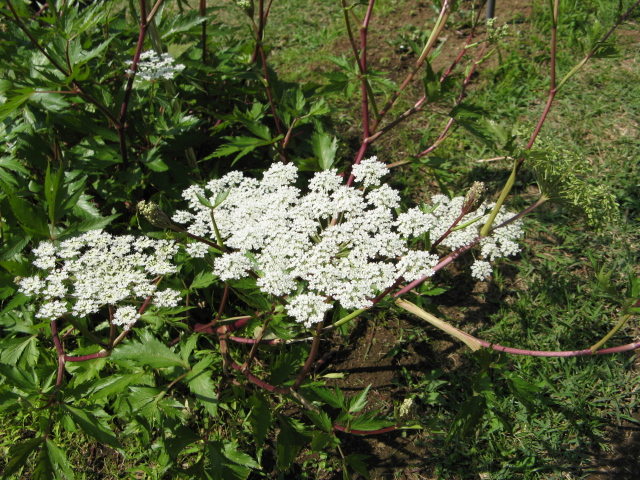
当帰
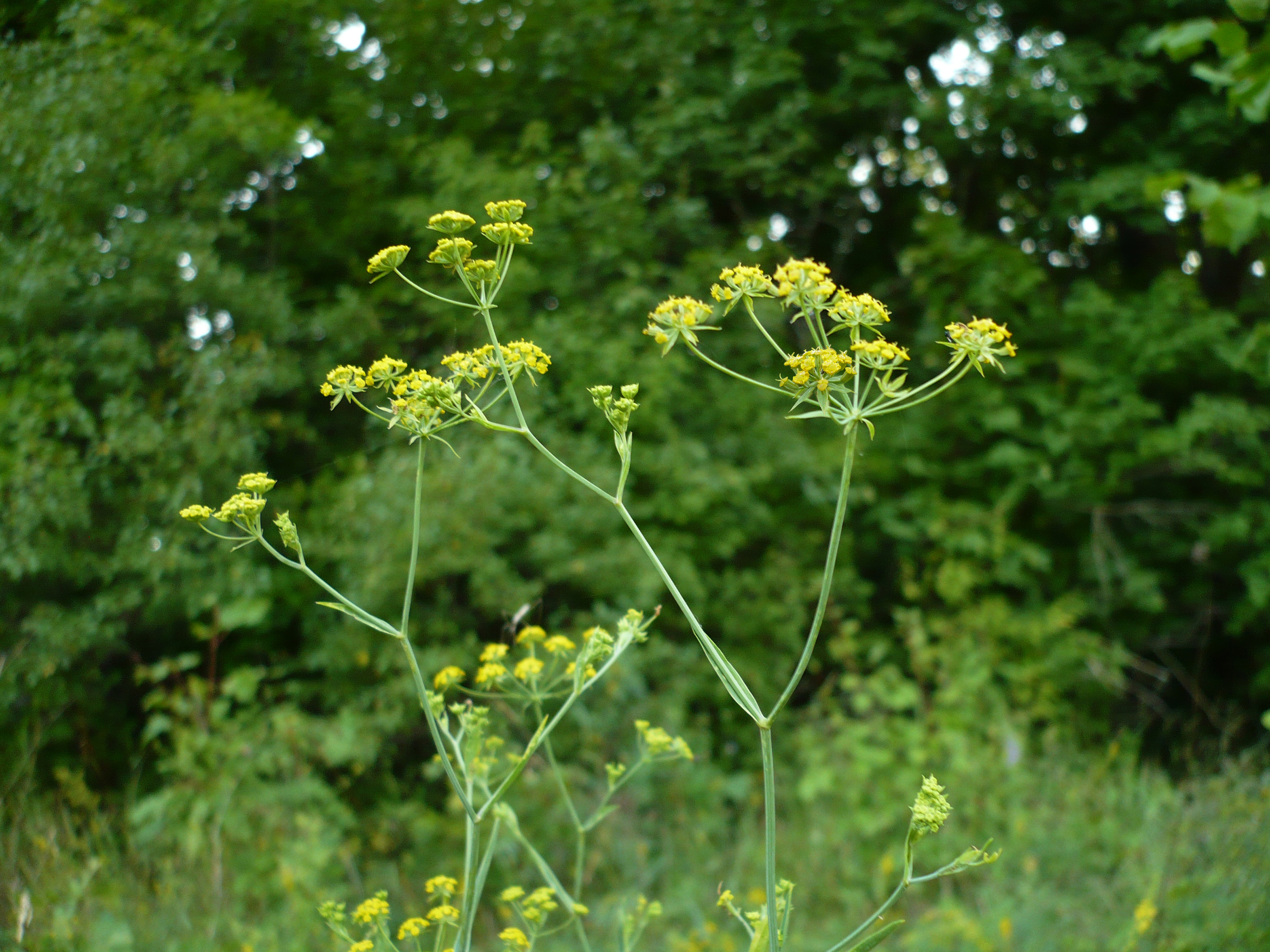
柴胡
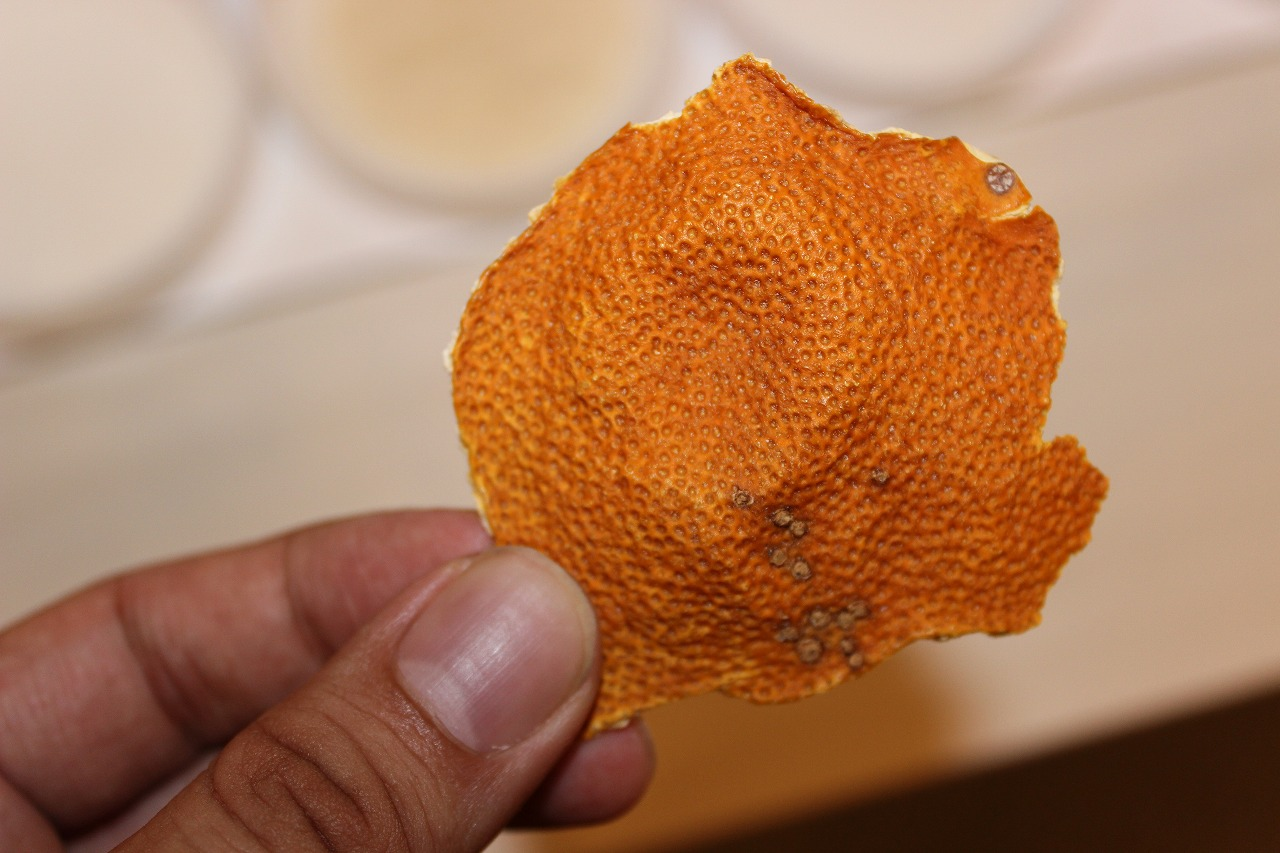
陳皮
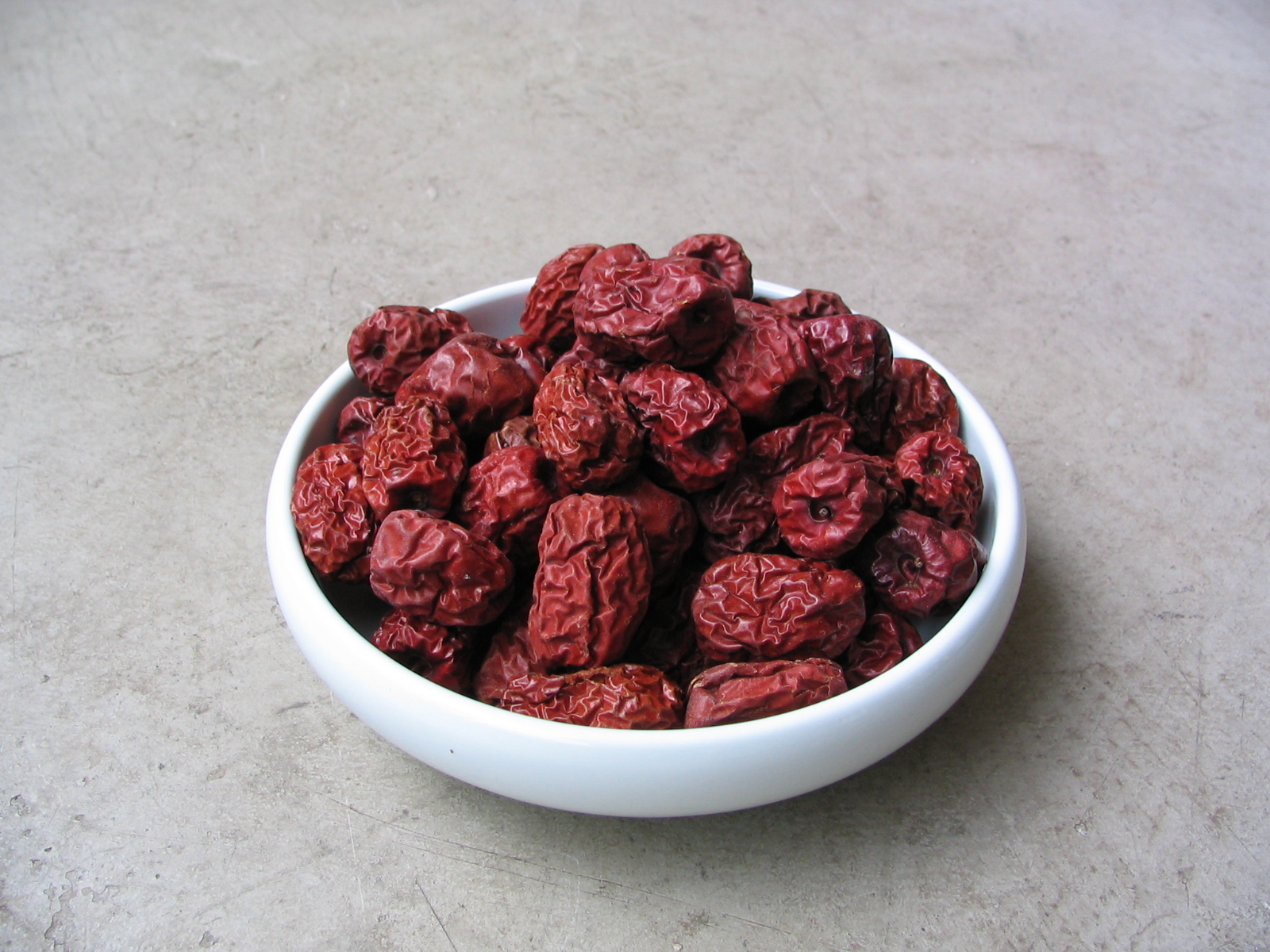
大棗
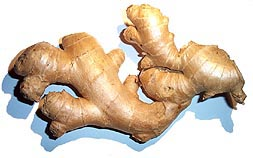
生姜
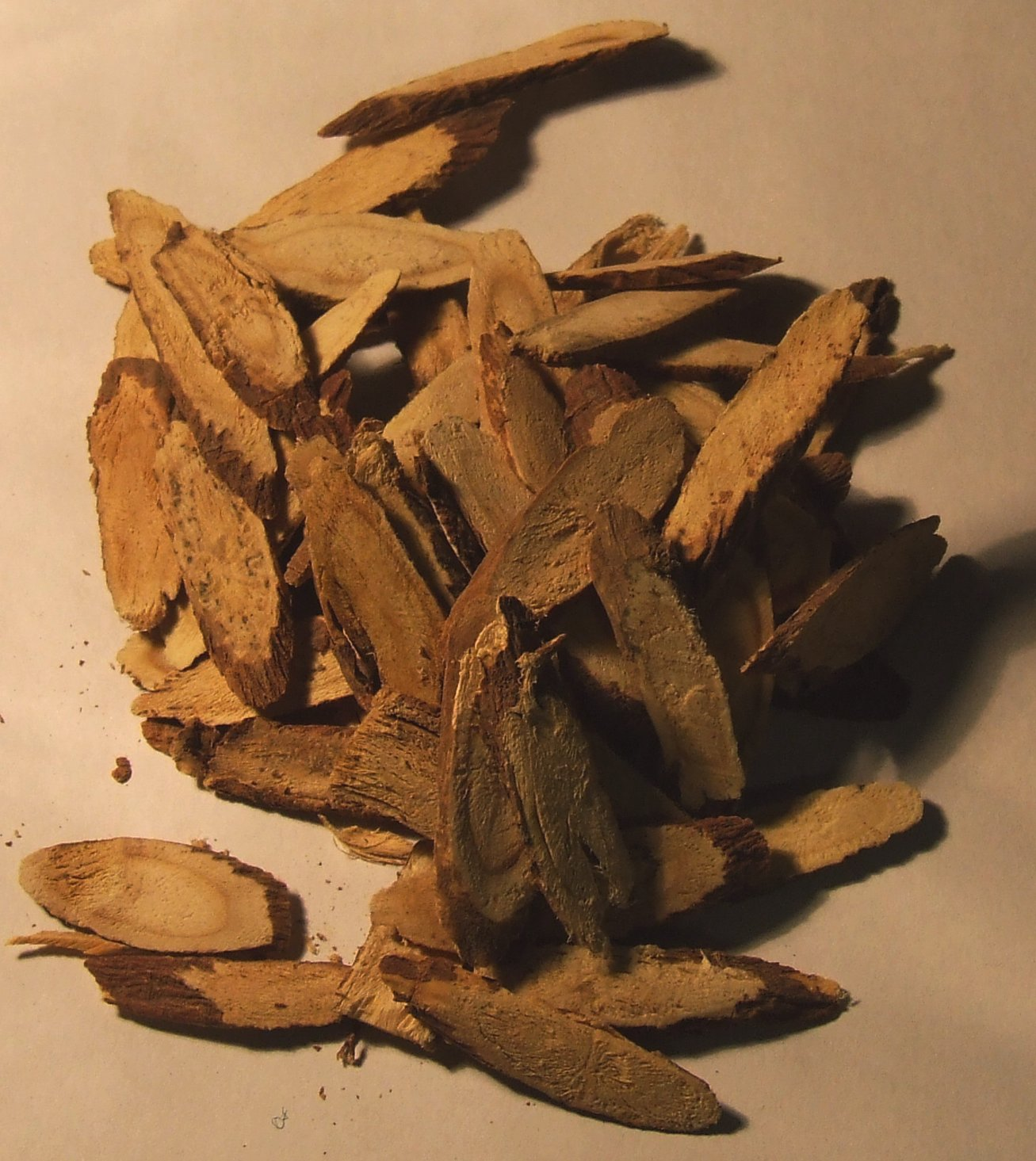
甘草
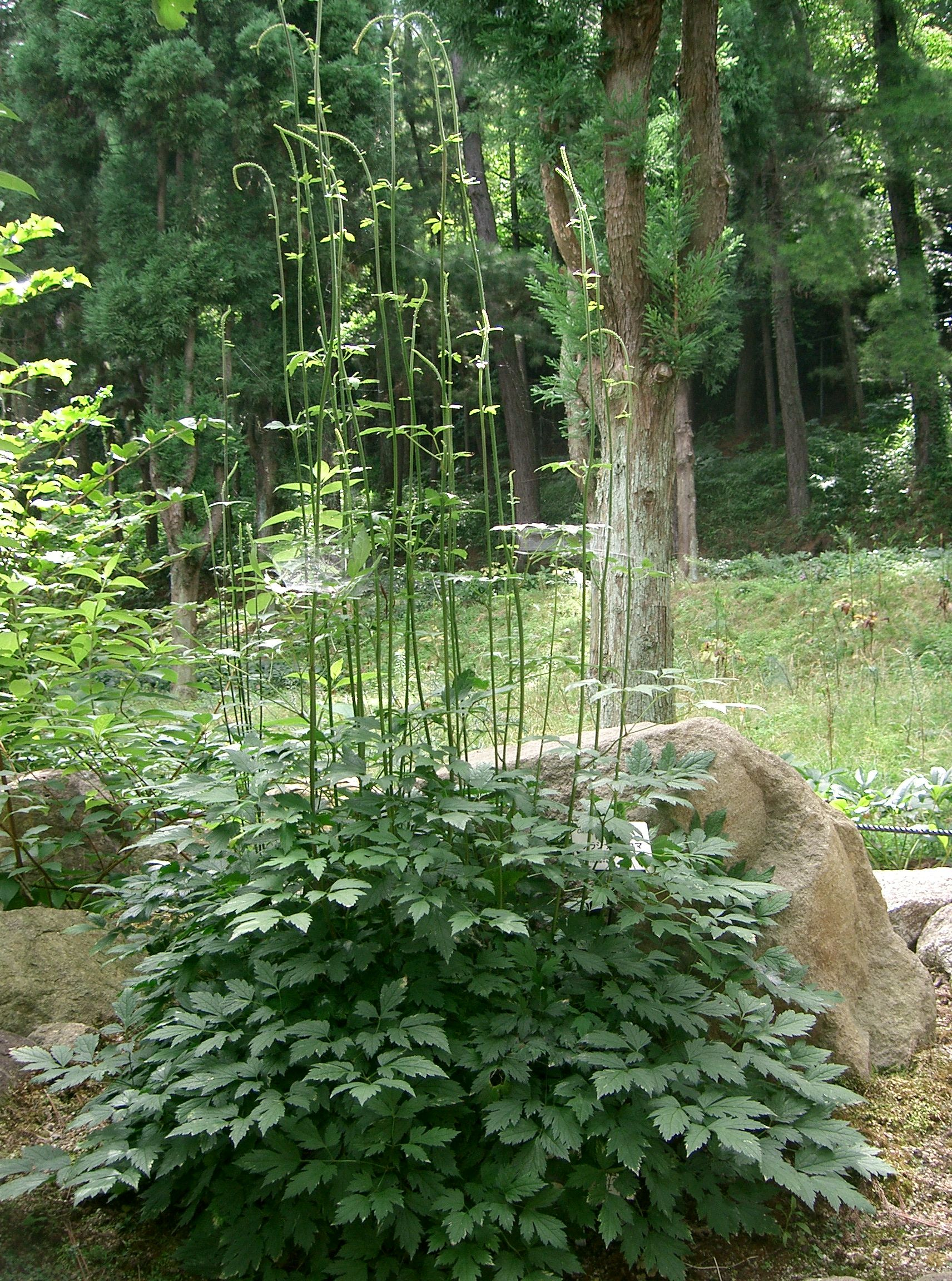
升麻

## 適応
- 虚弱体質
- 胃腸障害
- 疲労倦怠
- 病後の衰弱
- 食欲不振
- 寝汗
- 痔

## 相互作用

### 併用注意
次の薬剤との併用により、偽アルドステロン症、ミオパシーが出現しやすくなる。
1. 甘草含有製剤
2. グリチルリチン酸及びその塩類を含有する製剤

## 副作用
次の副作用がある。

### 重大な副作用
間質性肺炎、偽アルドステロン症、ミオパシー、肝機能障害、黄疸

### その他
発疹、蕁麻疹、食欲不振、胃部不快感、悪心、下痢

## アトピー性皮膚炎に対する有効性
有日本全国の約110施設において、2006年4月～9月の6ヶ月間に登録された397例を対象者として、GPSPを参考としたプロスペクティブ調査が行われ、その結果、24週間の補中益気湯の服用により、皮疹と外用剤使用量の総合評価において、有効以上が88.7％とされた。大多数の症例で症状の維持以上の効果が期待でき、アトピー性皮膚炎が軽快する症例が多く観察された。特に重篤な副作用も見られなかった。本薬との因果関係が完全には否定できない副作用とみられる事例は、1.5%と397例中6例に見られ、黒褐色皮膚疹、イライラや不眠、胃もたれ、便秘などで、投薬中止後すぐに回復している。

## 注意事項
以下の者は、服用に注意。
- 医師の治療を受けている人。
- 高齢者
- 妊婦又は妊娠の可能性のある人。
- 生後3ヶ月未満の乳児。
- 発疹・かゆみ等、アレルギーの既往歴のある人。
- 1ヵ月以上服用しても症状がよくならない場合は医師に相談。

## 局方収載
第十五改正の日本薬局方から、上記構成生薬を乾燥エキス化した「補中益気湯エキス」（Hochuekkito Extract）が収載された。